# Magori jezici
Magori jezici, malena skupina austronezijskih jezika iz Papue Nove Gvineje, provincija Central, od kojih je preživio samo jezik magori, oko 100 govornika (2000 S. Wurm). Ostali predstavnici su jezici bina [bmn] i yoba [yob], oba izumrli. Magori se govori u selima Deba i Magori, u dolini rijeke Bailebo, koja utječe u zaljev Table Bay. Yoba se govorio na teritoriju sjeverno od plemena Magori, a bina sjeverno od Baibara.
Skupina Magori zajedno s jezikom ouma [oum], također izumro, čini širi skupinu oumskih jezika. 

## Vanjske poveznice
- Ethnologue (14th)
- Ethnologue (15th)